# Chiba (Klan)

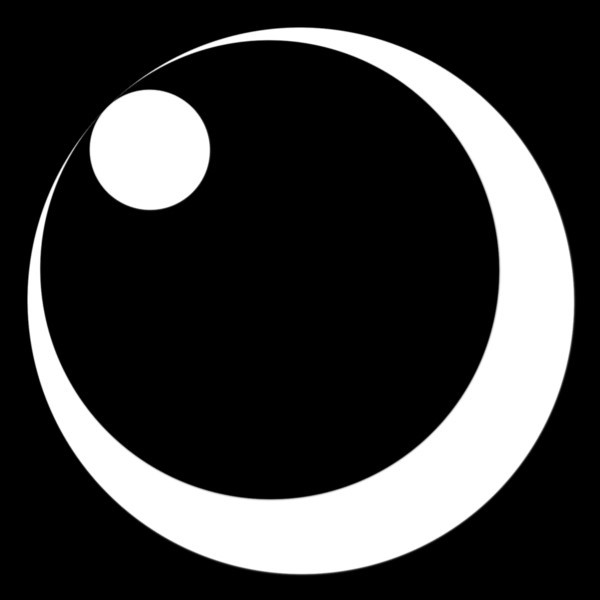
Wappen der Chiba

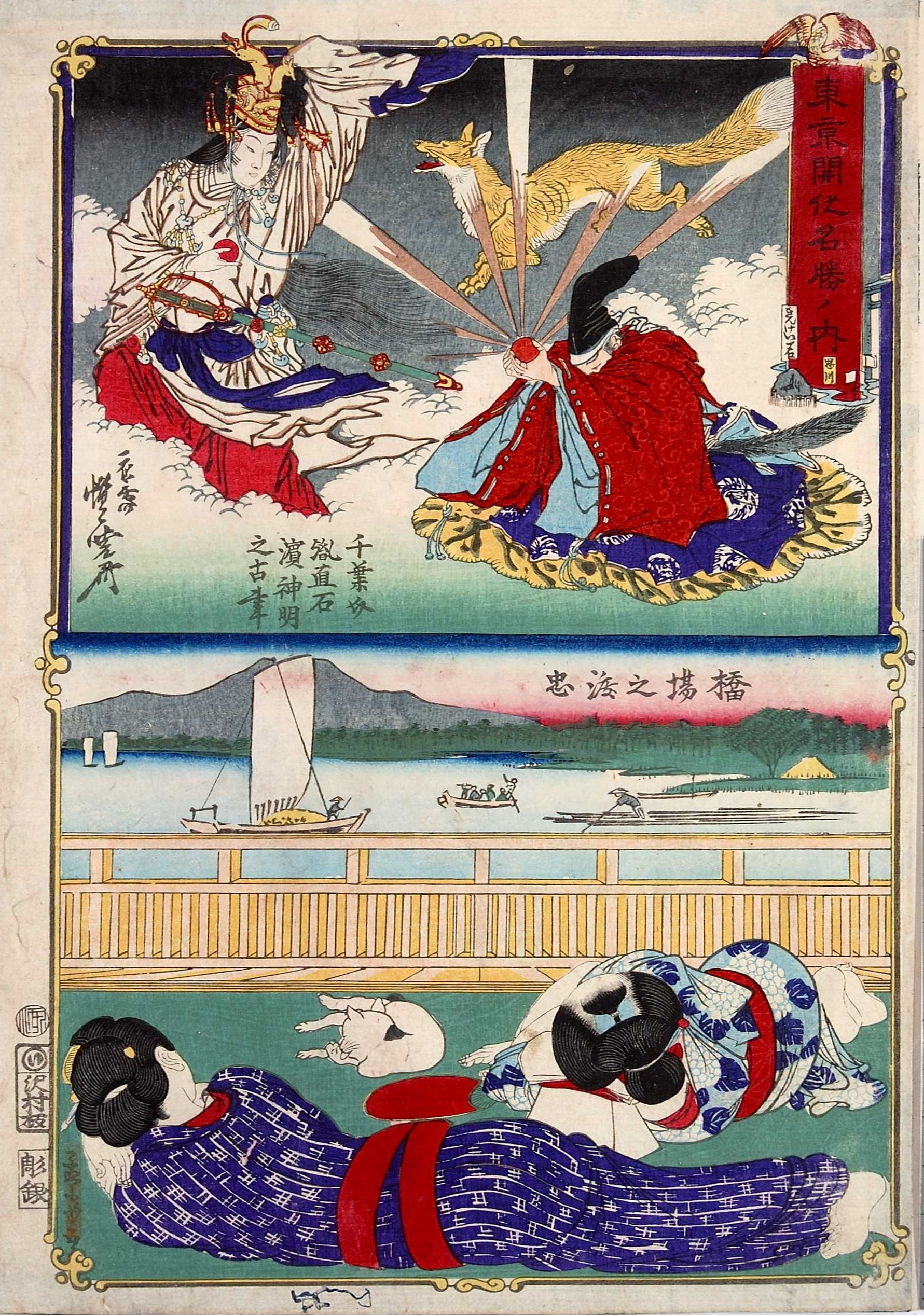
Tamenao betet am Ishihama-Schrein

Die Chiba (japanisch 千葉氏) waren eine Familie des japanischen Schwertadels (Buke), die von den Taira abstammte. Sie waren vom 12. bis 16. Jahrhundert so mächtig in der Provinz Shimousa, dass man sie nicht vergessen hat: die Stadt Chiba und die dazugehörige Provinz sind nach der Familie benannt.

## Genealogie (Auswahl)
- Tsunetane (常胤; 1118–1201) war Chiba no Suke und schloss sich 1180 gleich Minamoto Yoritomo an, als dieser gegen die Taira ins Feld zog. Er nahm am Feldzug des Minamoto no Noriyori (源 範頼; 1150–1193) gegen Yoshinaka teil, kämpfte 1184 in der Schlacht von Ichi no Tani und schloss sich Yoritomos Feldzug gegen Fujiwara no Yasuhira (藤原 泰衡; 1155–1189) an, mit dem die nördlichen Fujiwara als Herrscher ausgelöscht wurden.
- Sadatane (貞胤; 1291–1351) unterstützte zunächst die Hōjō, aber nach der Eroberung von Kamakura schloss er sich der Seite des Kaisers Go-Daigo an. Schließlich wechselte er zu Nordhof.
- Kanetane (兼胤) unterstützte im Jahr 1416 Uesugi Ujinori (上杉 氏憲; † 1417) gegen Ashikaga Mochiuji.
- Tanenao (胤直; † 1455), Kantanes Sohn, blieb zunächst Uesugi Ujinori treu, aber als Ashikaga Shigeuji (足利 成氏; ca. 1438–1497) Kanryō[A 2] wurde, unterstützte er diesen. Als er 1455 zusammen mit ihm besiegt wurde, begingen er und sein Sohn Tanenobu Seppuku. Die Uesugi bestimmten seinen Bruder Sanetane als Nachfolger.
- Sanetane (實胤) wurde nach dem Tode seines Bruders Verwalter der Burg Ichikawa in der Provinz Shimousa und Chiba no Suke. Als er 1456 in seiner Burg Ichikawa belagert wurde, musste er kapitulieren. Sein Neffe Takatane wurde als neuer Verwalter eingesetzt.
- Takatane (孝胤) unterstützte mit Hilfe seines Vaters Yasutane Shigeuji. Er kämpfte gegen die Uesugi und deren General Ōta Dōkan, der aber dann 1479 über ihn triumphierte.
- Toshitane (利胤; 1528–1559), ein Enkel Takatanes, kämpfte gegen Uesugi Kenshin, wurde aber schließlich 1559 geschlagen und verlor sein Leben.
- Shigetane (重胤) war Gefolgsmann der Hōjō aus Odawara. Belagert in seiner Burg Sakura von Honda Tadakatsu (本多 忠勝; 1548–1610) und Sakai Ietsugu (酒井 家次; 1564–1619) musste er sich 1590 schließlich ergeben und verlor seinen Besitz. Mit ihm verschwanden die Chiba.